# Isodontia chrysorrhoea
Isodontia chrysorrhoea är en biart som först beskrevs av Franz Friedrich Kohl 1890. Arten ingår i släktet Isodontia och familjen grävsteklar. Inga underarter finns listade i Catalogue of Life.